# Papeška nezmotljivost
Papeška nezmotljivost je dogma v Rimskokatoliški cerkvi, ki trdi, da je papež kot pastir globalne Cerkve in najvišja učiteljska avtoriteta nezmotljiv v vprašanjih vere in morale (nravnosti), kadar se izrecno sklicuje na to. Za ta namen je v rabi izraz ex cathedra – latinsko za s stola oziroma s stolice, pri čemer je mišljen škofovski prestol, ki ga papež uporablja za izvrševanje svoje nadoblasti v rimski stolnici, ki je Bazilika sv. Janeza v Lateranu, imenovana tudi mati in glava vseh cerkva v mestu in po svetu.
Večina katoliških teologov danes meni, da je tudi kanonizacija (razglasitev nekoga za svetnika) dejanje papeževe nezmotljivosti in da je zato nepreklicno. Ostajajo pa razhajanja v podrobnostih, kateri vidiki kanonizacije povzročijo, da je dejanje razglasitve nezmotljivo.

## Narava nezmotljivosti
Bistvo papeške nezmotljivosti je v brezprizivnosti – papež je najvišja avtoriteta v Rimskokatoliški cerkvi in zato so njegove odločitve o verskih dogmah dokončne. Papeška nezmotljivost ne pomeni, da se papež sploh nikoli ne more zmotiti. Niti ne pomeni, da se papež ne more zmotiti, kadar govori na splošno o verskih vprašanjih. Vendar pa izjava, ki je kot dogma oznanjena in objavljena ex cathedra, velja za nespremenljivo in neovrgljivo resnico, zato je vernikom ponujena kot obveza verovanja.
Katekizem Katoliške cerkve pravi (v oklepajih sta navedeni številki členov):
Da bi Kristus ohranjal Cerkev v čistosti vere, ki so jo predali naprej apostoli, je on, ki je resnica, hotel dati svoji Cerkvi delež svoje lastne nezmotljivosti. Po »nadnaravnem verskem čutu« se ljudstvo »neomahljivo oklepa vere« pod vodstvom živega učiteljstva Cerkve. (889)
Pastirska naloga cerkvenega učiteljstva je torej naravnana na to, da bedi nad tem, da božje ljudstvo ostane v resnici, ki osvobaja. Za izpolnjevanje te naloge je Kristus obdaril pastirje s karizmo nezmotnosti v stvareh vere in nravnosti. (890)
Zakonik cerkvenega prava papeško nezmotljivost opredeli z naslednjimi besedami (v oklepajih so navedene številke kanonov):
Papež je v moči svoje službe nezmotljiv v učiteljstvu, kadar kot vrhovni pastir in učitelj vseh vernikov, ki mora svoje brate potrjevati v veri, dokončno razglasi kak verski ali nravni nauk kot obvezen.
Tudi škofovski zbor je nezmotljiv v učiteljstvu, kadar škofje kot učitelji in razsodniki v veri in nraveh, zbrani na vesoljnem cerkvenem zboru, izvršujejo učiteljstvo tako, da za vso Cerkev dokončno razglasijo kak verski ali nravni nauk kot obvezen; ali kadar, razkropljeni po svetu, vendar povezani v občestvu med seboj in s Petrovim naslednikom, skupaj z rimskim papežem verodostojno učijo verski in nravni nauk in soglasno izjavljajo, da ga je treba sprejeti kot dokončno obveznega.
Samo tisti nauk je opredeljen kot nezmotljiv, o katerem je to izrečno povedano. (749)
Verskemu ali nravnemu nauku, ki ga oznanjata bodisi papež bodisi škofovski zbor, kadar nastopata v moči svoje učiteljske službe, čeprav ga ne nameravata razglasiti za dokončnega, sicer ni treba izkazovati pritrditve vere, pač pa religiozno poslušnost razuma in volje; verniki naj se torej skrbno izogibajo vsega, kar se s tem naukom ne sklada. (752)
Čeprav škofje, ki so v občestvu z glavo in udi zbora, bodisi posamič ali zbrani na škofovskih konferencah ali območnih cerkvenih zborih, niso nezmotljivi učitelji, vendar so vernikom, izročenim svoji skrbi, verodostojni učitelji in razlagalci vere; tega verodostojnega učiteljstva vere se morajo verniki oklepati s poslušnostjo vere. (753)

## Zgodovina
Začetke ideje o papeški nezmotljivosti ni moč z gotovostjo določiti. Nedvomno jo je zaslediti že v srednjem veku. Strokovnjaki tako omenjajo na primer škofa Guida Terrenija ter frančiškana, patra Petra Olivija, ne sicer kot začetnika v pravem pomenu, ampak samo kot neke vrste »pionirja«. Nekateri najdevajo sledove že v veri prve Cerkve. V novem veku je bil pomemben zagovornik tudi teolog in knjižničar Emmanuel Schelstrate.
Dogmo kot tako je razglasil prvi vatikanski koncil pod vodstvom papeža Pija IX. v dogmatski konstituciji Pastor aeternus (Neminljivi Oče), izdani 18. julija 1870. Čeprav je bilo kar nekaj škofov, ki so na koncilu dogmi oporekali (med njimi tudi slovenski škofje), je večina vendarle idejo podprla in potrdila kot resnico.
Doslej je samo enkrat v zgodovini papež uporabil sklicevanje na papeško nezmotljivost. Pij XII. je namreč 1. novembra 1950 izdal apostolsko konstitucijo Munificentissimus Deus (Predarežljivi Bog), v kateri je definiral dogmo o Marijinem vnebovzetju. Poleg tega teologi soglasno navajajo kot primer nezmotljivosti tudi apostolsko konstitucijo Pija IX. Ineffabilis Deus (Neizrekljivi Bog), ki podaja dogmo o Marijinem brezmadežnem spočetju in ki je bila izdana 8. decembra 1854, torej še pred uradno razglasitvijo dogme o nezmotljivosti. V zgodovini je bilo še nekaj drugih redkih primerov papeških dokumentov, ki so podobno kot omenjena dva bili razglašeni ex cathedra, vendar si pri njih teologi niso enotni, ali gre za nezmotljivost ali ne.
Cerkveni zgodovinar Klaus Schatz je leta 1985 objavil seznam vseh papeških dokumentov, izdanih ex cathedra:
| #  | Leto | Papež         | Delo                   | Vsebina                                                                  | Opomba                                                             |
| -- | ---- | ------------- | ---------------------- | ------------------------------------------------------------------------ | ------------------------------------------------------------------ |
| 1. | 449  | Leon I.       | Tomus ad Flavianum     | o dveh Kristusovih naravah                                               | sprejel kalcedonski koncil leta 451                                |
| 2. | 680  | Agaton        | Pismo papeža Agatona   | o dveh Jezusovih voljah                                                  | sprejel 3. carigrajski koncil istega leta                          |
| 3. | 1336 | Benedikt XII. | Benedictus Deus        | o blaženem videnju takoj po smrti napram pred poslednjo sodbo            |                                                                    |
| 4. | 1653 | Inocenc X.    | Cum occasione          | obsodba petih Jansenovih trditev kot heretičnih                          |                                                                    |
| 5. | 1794 | Pij VI.       | Auctorem fidei         | obsodba sedmih janzenističnih trditev iz Sinode v Pistoji kot heretičnih |                                                                    |
| 6. | 1854 | Pij IX.       | Ineffabilis Deus       | Marijino brezmadežno spočetje                                            | sovpada z Marijinimi prikazovanji v Lurdu leta 1858 z isto vsebino |
| 7. | 1950 | Pij XII.      | Munificentissimus Deus | Marijino vnebovzetje                                                     |                                                                    |

Ne obstaja sicer kakšen seznam, ki bi obsegal vse papeške dokumente, za katere bi veljala nezmotljivost. Julija 1998 je Kongregacija za nauk vere v L'Osservatore Romano objavila komentar na apostolsko pismo Janeza Pavla II. Ad tuendam fidem, v katerem navaja nekatere primere nezmotljivih dokumentov, pri čemer izrecno trdi, da seznam nima namena biti popoln. Eden izmed omenjenih dokumentov je apostolsko pismo Ordinatio Sacerdotalis, pravtako Janeza Pavla II., ki govori o duhovniškem posvečenju, ki je pridržano izključno za moške. Zanj je kongregacija že pred tem izrekla nezmotljivost, čeprav samo pismo izrecno ne omenja pozicije ex cathedra.
Pravoslavne in protestantske Cerkve papeške nezmotljivosti ne priznavajo, pa tudi v katolištvu nekateri teologi temu konceptu nasprotujejo.